# Станиоль
Станио́ль (от лат. stannum — «олово») — тонкие листы олова, фольга из чистого олова или оловянных сплавов.
Станиоль был первым из массовых видов фольги и широко использовался с конца XIX века для упаковки пищевых продуктов (шоколад, сыр, чай и др.) и табака благодаря тому, что олово не токсично. Также применялся для изготовления зеркал, капсюлей, зубных пломб и др.; записи фонографа Эдисона делались на станиоле. С началом работы первого завода по производству алюминиевой фольги в 1910 году алюминиевая фольга постепенно вытесняет станиоль, и в настоящее время последний применяется значительно реже. Среди причин, по которым станиоль уступил алюминиевой фольге, — меньшая гибкость и привкус, который станиоль сообщает продуктам при соприкосновении. Станиоль, хоть и в меньших объёмах, продолжает использоваться для упаковки пищевых продуктов и табака, используется в электротехнике, прежде всего при производстве конденсаторов.
Чаще всего используется сплав олова со свинцом, причём последний добавляется для увеличения твёрдости. Общее содержание примесей в оловянных сплавах для станиоля не превышает 5 %, помимо свинца используются добавки железа (до 1 %), меди (0,3—1 %) и никеля. Наиболее типичная толщина листов и лент станиоля — 0,008—0,12 мм.
Типичные технологии изготовления станиоля конца XIX века включали вальцовку плиток оловянного сплава в листы толщиной 0,20—0,15 мм для получения толстых сортов станиоля, тонкие сорта станиоля (до 0,1—0,008 мм) получались из толстых расколачиванием молотками вручную.